# Лардеро
Лардеро (ісп. Lardero) — муніципалітет в Іспанії, у складі автономної спільноти Ла-Ріоха. Населення — 7968 осіб (2009).
Муніципалітет розташований на відстані близько 250 км на північний схід від Мадрида, 4 км на південний захід від Логроньйо.

## Демографія
Динаміка населення (INE ):

## Галерея зображень

Розташування муніципалітету
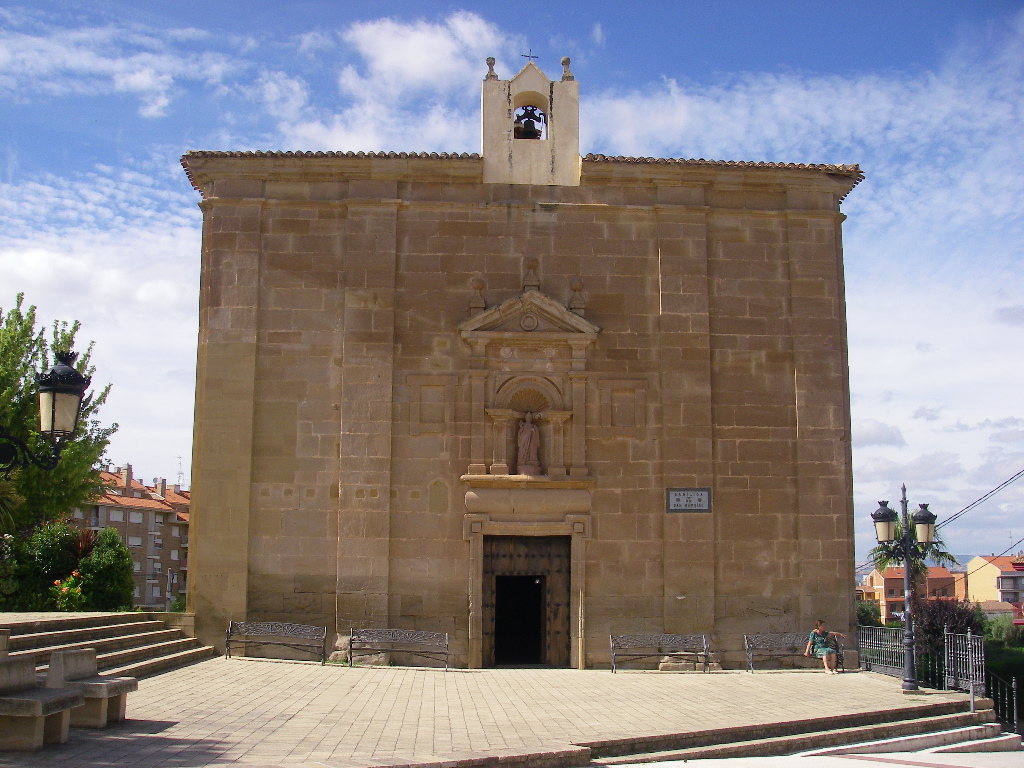
Базиліка Сан-Марсіаль